# Twentol-drama

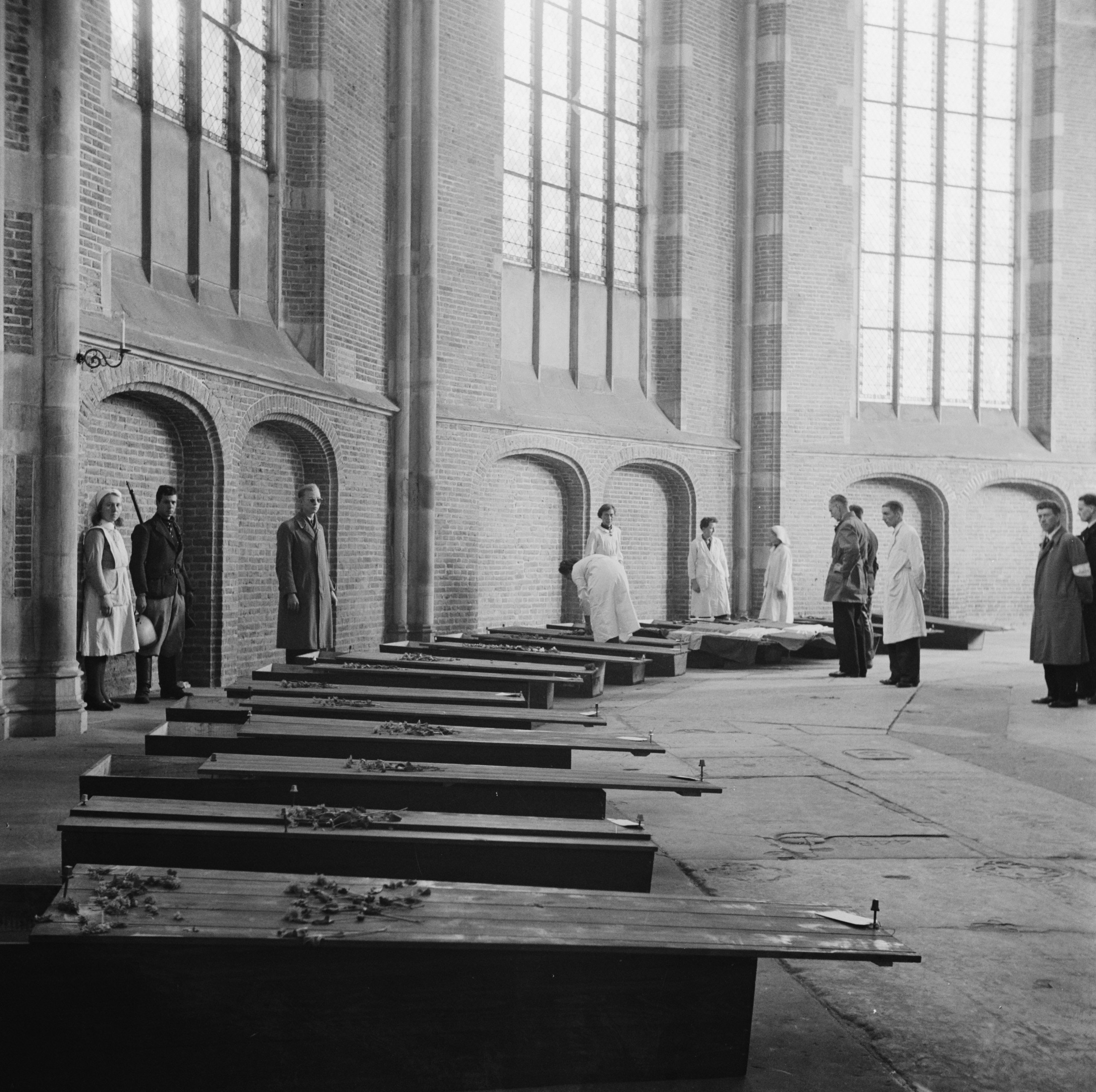
Slachtoffers Twentol-drama opgebaard in de Grote of Lebuïnuskerk van Deventer

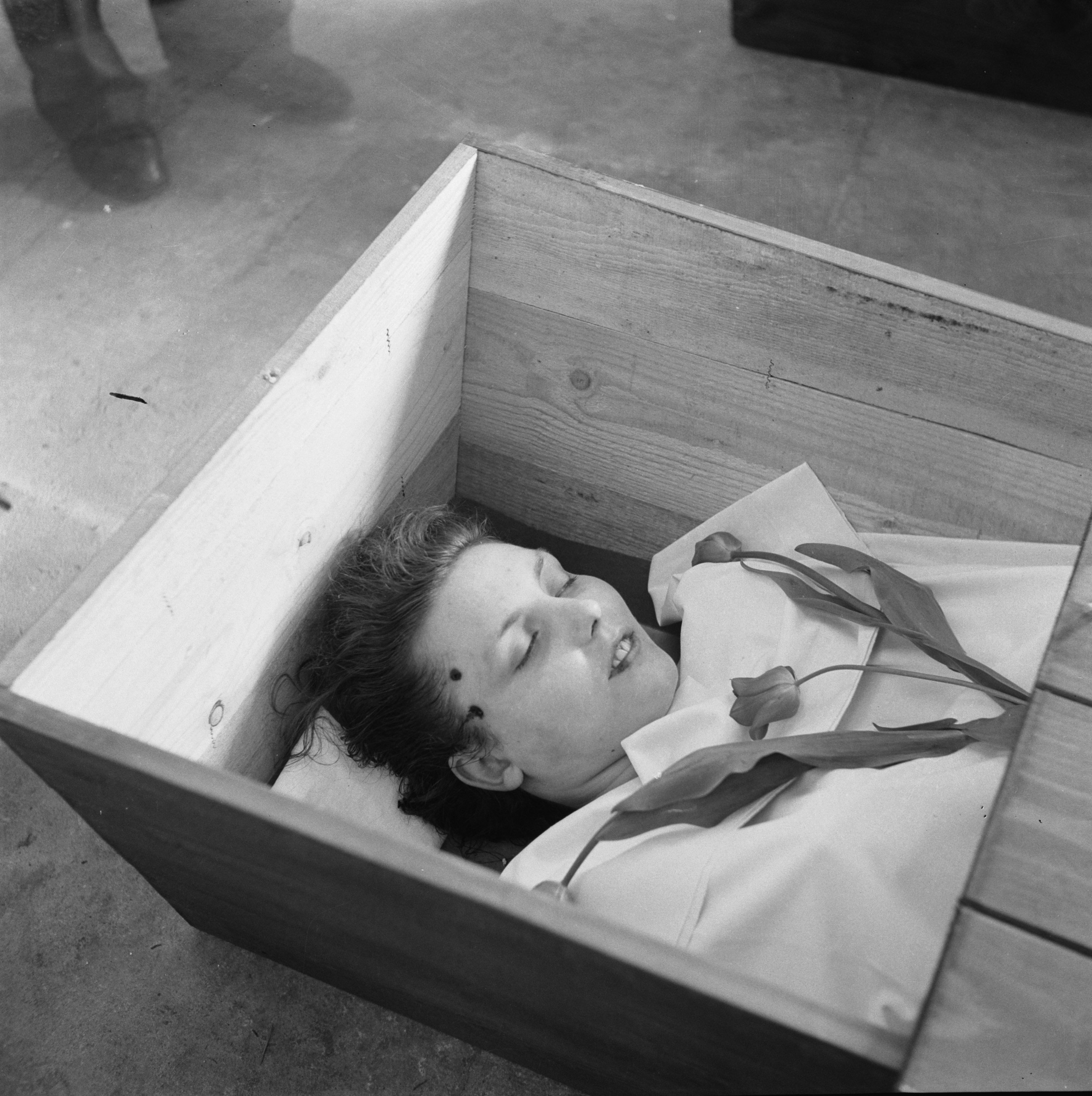
Omgekomen verzetsstrijdster Corry van Baalen-Bosch opgebaard in de Grote Kerk in Deventer, samen met haar zojuist getrouwde man Jos van Baalen geëxecuteerd na het Twentoldrama.

Het Twentol-drama is de gebeurtenis in de Tweede Wereldoorlog waarbij op 10 april 1945 zeven verzetsstrijders in Deventer om het leven kwamen bij een poging een strategische brug voor de Canadezen beschikbaar te behouden.
De verzetsbeweging in Deventer bestond voor een groot deel uit jonge studenten van de toenmalige Koloniale Landbouwschool. Acht van deze verzetsmensen hadden zich in het magazijn met olieproducten van de Twentol Smeerolie-Industrie verschanst met als doel een van de bruggen over het Overijssels kanaal, die ter hoogte van de huidige noordelijke brug over de Prins Bernhardsluis lag, te verdedigen. Er werd verondersteld dat de Canadezen die zouden gaan gebruiken voor de bevrijding van Deventer. Achteraf is gebleken dat de Canadezen helemaal niet van plan waren om langs die zijde Deventer binnen te vallen.
In de nacht van 9 april op 10 april ontstond er een vuurgevecht tussen de verzetsstrijders in het magazijn en een groep Duitse soldaten bij de brug, waarbij er een hevige brand met sterke rookontwikkeling in het magazijn ontstond.
Twee van de verzetsstrijders kwamen in de vuurzee om het leven, één wist er te ontsnappen en vijf zijn er in de morgen door de soldaten afgevoerd. Op 10 april – een half uur voor de bevrijding van Deventer – zijn deze vijf op het terrein achter het slachthuis aan de Snipperlingsdijk in Deventer gefusilleerd.

## Twentolmonument

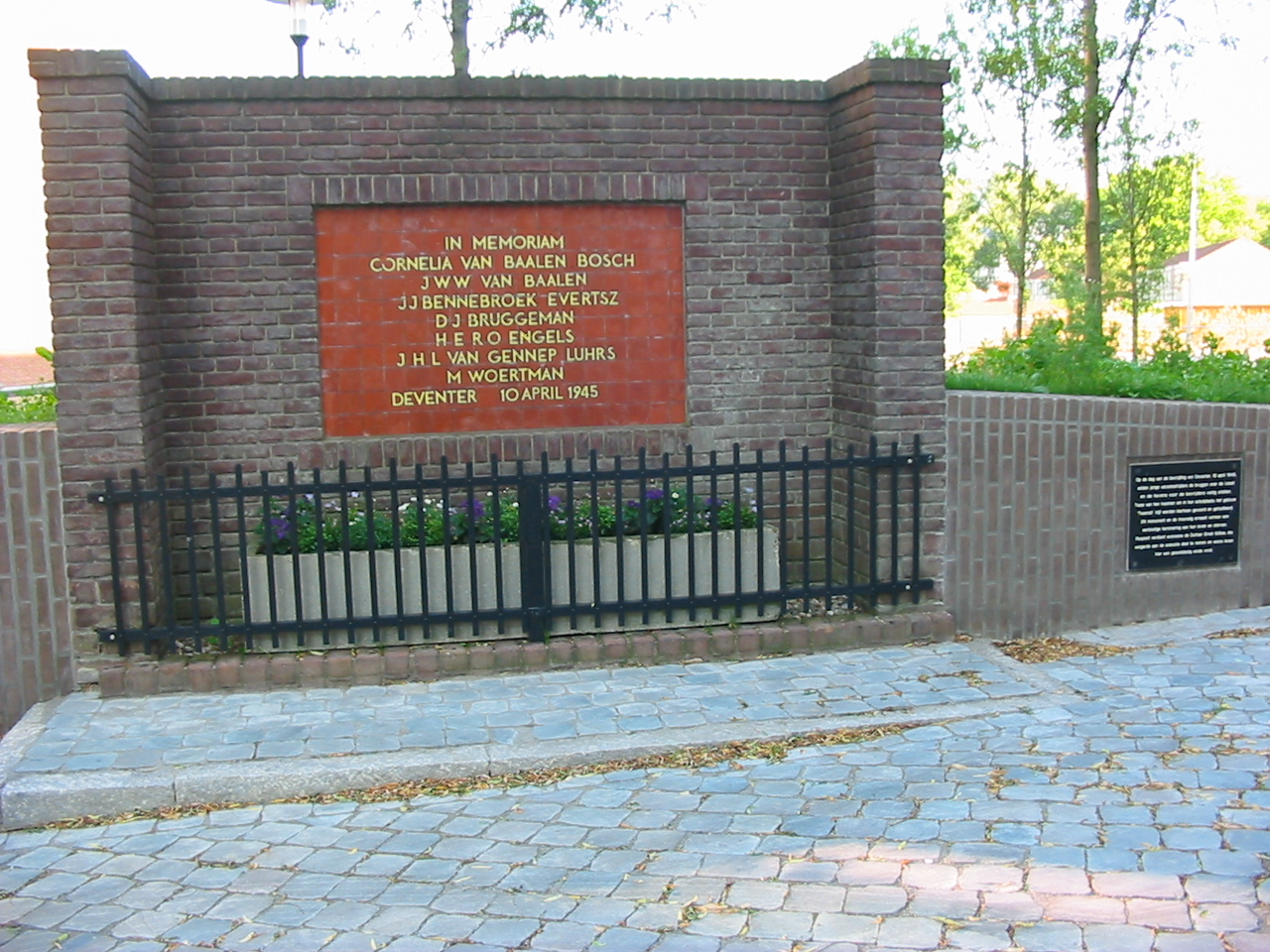
Monument Twentolplein

Ter nagedachtenis aan de slachtoffers van het Twentol-drama was aan de muur van het gemeentelijk slachthuis een herdenkingsmonument geplaatst. Na sloop van de muur is het Twentolmonument gerestaureerd en op 20 april 2006 kreeg het ontstane pleintje de naam Twentolplein.
De tekst op het op de rode achtergrond van het monument luidt:
In memoriam
Cornélia van Baalen Bosch
J W W van Baalen
J J Bennebroek Evertsz
D J Bruggeman
H E R O Engels
J H L van Gennep Luhrs
M Woertman
Deventer 10 april 1945
Op het zwarte tekstbord rechts is te lezen:
Op de dag van de bevrijding van Deventer, 10 april 1945, wilden jonge verzetsstrijders de bruggen over de IJssel en de havens voor de bevrijders veilig stellen. Twee van hen kwamen om in hun schuilplaats, het gebouw 'Twentol'. Vijf werden hierheen gevoerd en gefusilleerd. Dit monument en de treurwilg ernaast vormen een eerbiedige herinnering aan hun leven en sterven. Respect verdient eveneens de Duitser Ernst Gräwe, die weigerde aan de executie deel te nemen en wiens leven hier een gewelddadig einde vond.

## Graf
De zeven gesneuvelde verzetsstrijders zijn gezamenlijk begraven op de Algemene Begraafplaats Deventer aan de Raalterweg in Diepenveen. De tekst op het grafmonument luidt:

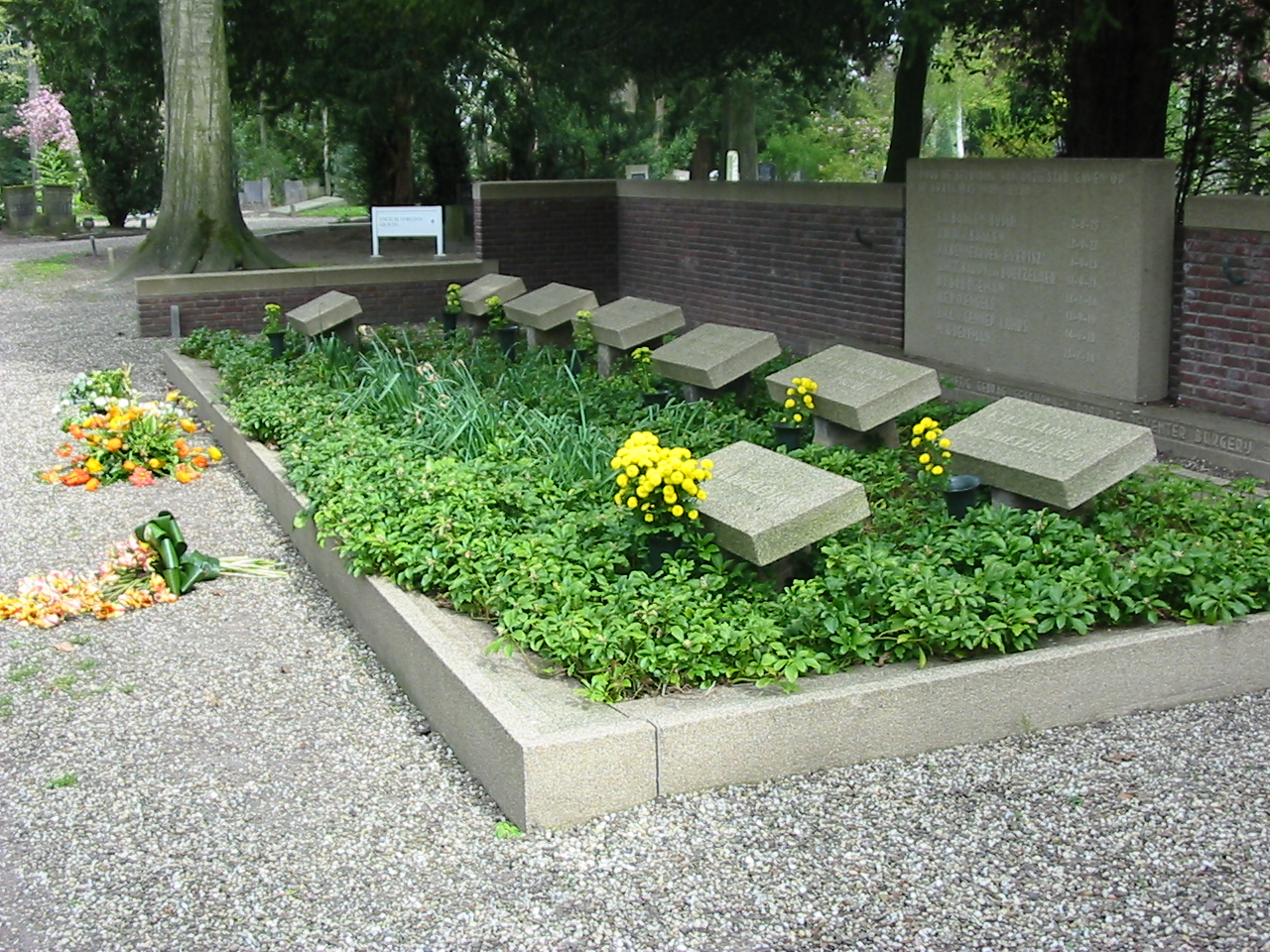
Graven op de Algemene Begraafplaats

Voor de bevrijding van onze stad gaven op 10 april 1945 hun leven:
C. van Baalen – Bosch (2 augustus 1925)
J.W.W. van Baalen (22 september 1922)
J.J. Bennebroek Evertsz’ (8 september 1923)
L.H.Z. baron van Boetzelaer (11 september 1921)
D.J. Bruggeman (28 februari 1904)
H.E.R.O. Engels (13 september 1919)
J.H.L. van Gennep Luhrs (14 juni 1920)
M. Woertman (25 juli 1924)
Uit dankbaarheid voor hun heldhaftig gedrag geschonken door de Deventer burgerij